# Panelle
Las panelle, frituras de harina de garbanzo, son una especialidad culinaria callejera de Palermo, presente también en las provincias de Agrigento, Trapani y Caltanissetta.
Nacidos durante la dominación árabe, se remontan al siglo IX. Se elaboran con harina de garbanzo, agua y sal, y eventualmente se les añade perejil. Suelen comerse en paninis con sésamo, redondos y tiernos, acompañados a menudo de crocchè de patata a la hierbabuena (llamados en siciliano cazzilli) u otras frutas de sartén.
Propios de Palermo, los panelle son el aperitivo típico de toda la región siciliana. Pueden comprarse en innumerables friggitorie, o puestos ambulantes, en las calles más transitadas y populares.

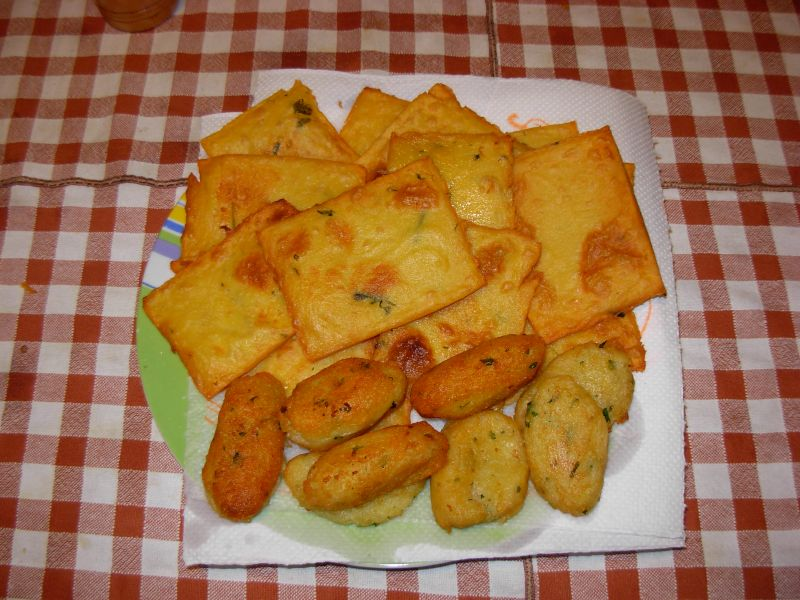
Panelle (detrás) y crocchè (delante).
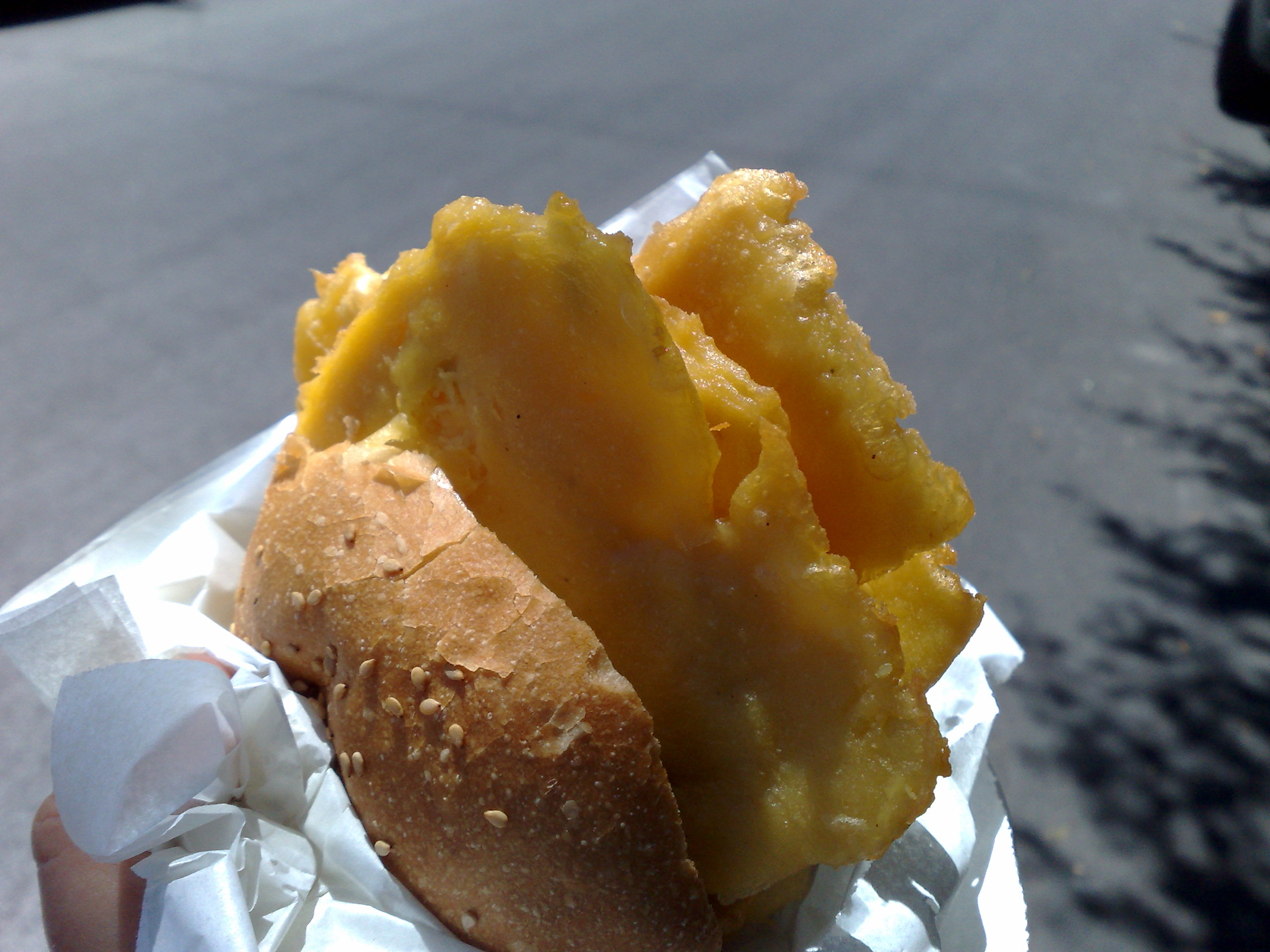
Pane e panelle (pan y panelle).